# Lista de performances ao vivo de Madonna
A cantora norte-americana Madonna já se apresentou em dez turnês, dezessete shows únicos, nove shows beneficentes, cinco festivais de música e vinte e duas premiações. Sua turnê de estreia, em 1985, The Virgin Tour, ocorreu apenas na América do Norte e veio a arrecadar mais de US$ 5 milhões. Em 1987, ela se apresentou na turnê mundial Who's That Girl World Tour, que visitou a Europa, América do Norte e Japão. A turnê Foi criticamente apreciada pela performance Madonna no palco e pelos figurinos “primorosos”. A cantora embarcou na turnê Blond Ambition World Tour em 1990, a qual Don Shewey da revista Rolling Stone chamou de "a melhor turnê [do ano]". No show Madonna simulava masturbação durante a canção "Like a Virgin". As autoridades de Toronto ameaçaram prendê-la, a menos que ela removesse a sequência da masturbação, e na Itália, o Papa clamou por um boicote. Em 1993, Madonna visitou Israel e a Turquia pela primeira vez, seguido pela América Latina e Austrália, com a turnê The Girlie Show World Tour. Madonna abria o show vestida como uma dominatrix, de máscara e chicote, cercada por dançarinos de ambos os sexos de topless. Uma crítica da revista Time, escrita por Sam Buckley, disse: "Madonna, uma vez a prostituta de Harlow e agora uma arlequim alegre, é a maior exibicionista do mundo".
Madonna não saiu em turnê novamente até a Drowned World Tour em 2001. No show, a cantora tocava guitarra e seus figurinos incluíam um kilt punk e um quimono de gueixa. Alguns críticos reclamaram que o show se concentrava em material de seus álbuns mais recentes, mas em geral a resposta à turnê foi favorável. Ela arrecadou mais de US$ 75 milhões, com os shows do verão esgotados, e tocou para 730.000 pessoas na América do Norte e na Europa. A Drowned World Tour foi seguida pela turnê mundial Re-Invention World Tour de 2004. Madonna se inspirou para criar a turnê depois de participar de uma instalação de arte chamada X-STaTIC PRo=CeSS, dirigida pelo fotógrafo de moda Steven Klein. A revista Billboard premiou Madonna com o "Backstage Pass Award", por ela ter a turnê de maior faturamento do ano, com vendas de aproximadamente US$ 125 milhões.
As próximas turnês de Madonna bateram recordes mundiais, com a Confessions Tour, de 2006, arrecadando mais de US$ 194,7 milhões, tornando-se a turnê de maior bilheteria por uma artista feminina na época. Este feito foi superado em 2008 com a Sticky & Sweet Tour, que veio a tornar-se a turnê solo de maior bilheteria da história, e a segunda maior bilheteria de todos os tempos, com aproximadamente US$ 408 milhões em vendas de ingressos. Em 2012, a The MDNA Tour tornou-se a segunda turnê de maior bilheteria entre artistas femininas, atrás apenas da Sticky & Sweet Tour, arrecadando mais de US$ 305 milhões. Sua turnê Rebel Heart Tour, de 2015–16, foi uma turnê apresentada exclusivamente em arenas, que arrecadou US$ 169,8 milhões, com um público de de 1.045 milhões de espectadores.
Madonna já embarcou em quatro turnês promocionais para o lançamento de seus álbuns de estúdio Music (2000), American Life (2003), Confessions on a Dance Floor (2005) e Hard Candy (2008). A cantora participou de concertos beneficentes como Live Aid (1985), Live 8 (2005) e Live Earth (2007), e se apresentou no show do intervalo do Super Bowl XLVI, em 2012, que na época tornou-se o show de intervalo mais assistido da história. Hoje Madonna continua sendo a artista solo com maior bilheteria em turnês da história, com mais de US$ 1,4 bilhão ganhos em suas turnês ao longo de sua carreira. Em 2016, a Billboard Boxscore classificou-a como a artista com a terceira maior arrecadação em turnês de todos os tempos, com uma arrecadação de mais de US$ 1,31 bilhão em ingressos desde 1990, atrás apenas da banda britânica The Rolling Stones (US$ 1,84 bilhão), e da banda irlandesa U2 (US$ 1,67 bilhão). Madonna também continua sendo a única mulher na história com dois shows solo assistidos por 100.000 pessoas; o show da turnê Who's That Girl World Tour no Parc de Sceaux, em Paris, atraiu mais de 130.000 pessoas, enquanto o show da The Girlie Show World Tour no estádio do Maracanã, no Rio de Janeiro, atraiu mais de 120.000 pessoas. Durante a parada londrina de sua Confessions Tour de 2006, Madonna se tornou a primeira artista a ser incluída na Wembley Arena Square of Fame.

## Turnês
| Título | Ano         | Álbum Associado              | Continente(s)                                       | Nº de shows | Faturamento     | Público   |
| --- | ----------- | ---------------------------- | --------------------------------------------------- | ----------- | --------------- | --------- |
| The Virgin Tour | 1985        | Madonna Like a Virgin        | América do Norte                                    | 40          | US$5.000.000    | —         |
| Setlist de The Virgin Tour 1. "Dress You Up" 2. "Holiday" 3. "Into the Groove" 4. "Everybody" 5. "Angel" 6. "Gambler" 7. "Borderline" 8. "Lucky Star" 9. "Crazy for You" 10. "Over and Over" 11. "Burning Up" 12. "Like a Virgin" (contém elementos de "Billie Jean") 13. "Material Girl" |             |                              |                                                     |             |                 |           |
| Who's That Girl World Tour | 1987        | True Blue Who's That Girl    | Ásia América do Norte Europa                        | 38          | US$25.000.000   | —         |
| Setlist de Who's That Girl World Tour 1. "Open Your Heart" 2. "Lucky Star" 3. "True Blue" 4. "Papa Don't Preach" 5. "White Heat" 6. "Causing a Commotion" 7. "The Look of Love" 8. "Dress You Up"/"Material Girl"/"Like a Virgin" (contém elementos de "I Can't Help Myself (Sugar Pie Honey Bunch)") 9. "Where's the Party" 10. "Live to Tell" 11. "Into the Groove" 12. "La Isla Bonita" 13. "Who's That Girl" 14. "Holiday" |             |                              |                                                     |             |                 |           |
| Blond Ambition World Tour | 1990        | Like a Prayer I'm Breathless | Ásia América do Norte Europa                        | 57          | US$62.700.000   | —         |
| Setlist de Blond Ambition World Tour 1. "Express Yourself" (contém elementos de "Everybody") 2. "Open Your Heart" 3. "Causing a Commotion" 4. "Where's The Party" 5. "Like a Virgin" 6. "Like a Prayer" (contém elementos de "Act of Contrition") 7. "Live to Tell"/"Oh Father" 8. "Papa Don't Preach" 9. "Sooner or Later" 10. "Hanky Panky" 11. "Now I'm Following You" 12. "Material Girl" 13. "Cherish" 14. "Into the Groove" (contém elementos de "Ain't Nobody Better") 15. "Vogue" 16. "Holiday" (contém elementos de "Do the Bus Stop") 17. "Keep It Together" (contém elementos de "Family Affair") |             |                              |                                                     |             |                 |           |
| The Girlie Show World Tour | 1993        | Erotica                      | Europa América do Norte América do Sul Ásia Oceania | 39          | US$70.000.000   | —         |
| Setlist de The Girlie Show World Tour 1. "The Girlie Show Theme" (Fanfare Introduction) 2. "Erotica" 3. "Fever" (Edit One Mix) 4. "Vogue" 5. "Rain" (contém elementos de "Just My Imagination" e "Singin' in the Rain") 6. "Express Yourself" 7. "Deeper and Deeper" (contém elementos de "It Takes Two" e "Love to Love You Baby") 8. "Why's It So Hard" 9. "In This Life" 10. "The Beast Within" (Dancers' Interlude) 11. "Like a Virgin" (contém elementos de "Falling In Love Again") 12. "Bye Bye Baby" 13. "I'm Going Bananas" 14. "La Isla Bonita" 15. "Holiday" (contém elementos de "Holiday for Calliope") 16. "Justify My Love" 17. "Everybody Is a Star"/"Everybody" (contém elementos de "Dance to the Music" e "After the Dance") |             |                              |                                                     |             |                 |           |
| Drowned World Tour | 2001        | Ray of Light Music           | Europa América do Norte                             | 47          | US$75.000.000   | 732.606   |
| Setlist de Drowned World Tour 1. "Drowned World/Substitute for Love" (contém elementos de "Music", "Human Nature", "Ray of Light" e "Impressive Instant") 2. "Impressive Instant" 3. "Candy Perfume Girl" 4. "Beautiful Stranger" (contém elementos de "Soul Bossa Nova (Dim's Space-A-Nova)") 5. "Ray of Light" (termina com "Drowned World/Substitute For Love") 6. "Paradise (Not for Me)" (Interlúdio em vídeo) 7. "Frozen" (Stereo MC's Remix) 8. "Open Your Heart Swell" 9. "Nobody's Perfect" 10. "Mer Girl" (Part I)/"Sky Fits Heaven"/"Mer Girl" (Part II) 11. "What It Feels Like for a Girl" (Remix) (Interlúdio em vídeo) 12. "I Deserve It" 13. "Don't Tell Me" 14. "Human Nature" 15. "The Funny Song" 16. "Secret" 17. "Gone" 18. "Don't Cry for Me Argentina" (Interlúdio Instrumental) 19. "Lo Que Siente La Mujer" (Versão em espanhol de "What It Feels Like for a Girl") 20. "La Isla Bonita" 21. "Holiday" (contém elementos de "Fate" e "Music Sounds Better with You") 22. "Music" (contém elementos de "Trans-Europe Express") |             |                              |                                                     |             |                 |           |
| Re-Invention World Tour | 2004        | American Life                | Europa América do Norte                             | 56          | US$124.790.787  | 896.787   |
| Setlist de Re-Invention World Tour 1. "The Beast Within" (Intro) (contém elementos de "El Yom 'Ulliqa 'Ala Khashaba") 2. "Vogue" 3. "Nobody Knows Me" 4. "Frozen" 5. "American Life" (contém elementos de "American Life" (Headcleanr Rock Mix)) 6. "Express Yourself" 7. "Burning Up" 8. "Material Girl" 9. "Hollywood" (Remix) (Interlúdio) 10. "Hanky Panky" 11. "Deeper and Deeper" 12. "Die Another Day" 13. "Lament" 14. "Bedtime Story" (Orbital Mix) (Interlúdio) 15. "Nothing Fails" 16. "Don't Tell Me" (contém elementos de "Bitter Sweet Symphony") 17. "Like a Prayer" 18. "Mother and Father" (contém elementos de "Intervention") 19. "Imagine" 20. "Susan McLeod" (Interlúdio) 21. "Into the Groove" (contém elementos de "Susan McLeod" e "Into the Hollywood Groove") 22. "Papa Don't Preach" (contém elementos de "American Life") 23. "Crazy for You" 24. "Music" (contém elementos de "Into the Groove") 25. "Holiday" (contém elementos de "She Wants to Move" e "Physical Attraction") |             |                              |                                                     |             |                 |           |
| Confessions Tour | 2006        | Confessions on a Dance Floor | Europa América do Norte                             | 60          | US$194.754.447  | 1.209.593 |
| Setlist de Confessions Tour 1. "Future Lovers"/"I Feel Love" 2. "Get Together" 3. "Like a Virgin" 4. "Jump" 5. "Confessions" (Interlúdio de dançarinos) (contém elementos de "Live to Tell") 6. "Live to Tell" 7. "Forbidden Love" 8. "Isaac" 9. "Sorry" (contém elementos de "Sorry" (Pet Shop Boys Remix)) 10. "Like It or Not" 11. "Sorry" (Remix) (Interlúdio em vídeo) 12. "I Love New York" 13. "Ray of Light" 14. "Let It Will Be" (Paper Faces Remix) 15. "Drowned World/Substitute for Love" 16. "Paradise (Not for Me)" 17. "The Duke Mixes the Hits" (Interlúdio em vídeo) (contém elementos de "Borderline", "Erotica", "Dress You Up", "Holiday" e "Disco Inferno") 18. "Music Inferno" (contém elementos de "Disco Inferno" e "Where's the Party") 19. "Erotica" (contém elementos de "You Thrill Me") 20. "La Isla Bonita" 21. "Lucky Star" (contém elementos de "Gimme! Gimme! Gimme! (A Man After Midnight)" e "Hung Up") 22. "Hung Up" (contém elementos de "Lucky Star") |             |                              |                                                     |             |                 |           |
| Sticky & Sweet Tour | 2008 – 2009 | Hard Candy                   | Europa, América do Norte, América do Sul, Ásia      | 85          | US$407.713.266  | 3.545.899 |
| Setlist de Sticky & Sweet Tour 1. "The Sweet Machine" (Introdução em Vídeo) (contém elementos de "Manipulated Living", "4 Minutes", "Human Nature" e "Give It 2 Me") 2. "Candy Shop" (contém elementos de "4 Minutes" e "Beat Goes On") 3. "Beat Goes On" (contém elementos de "And the Beat Goes On") 4. "Human Nature" (contém elementos de "Gimme More" e "What You Need") 5. "Vogue" (contém elementos de "4 Minutes" e "Give It To Me") 6. "Die Another Day" (Remix) (Interlúdio em vídeo) (contém elementos de "Planet Rock: The Album", "Do You Wanna Get Funky", "Planet Rock" e "Looking for the Perfect Beat") 7. "Into the Groove" (contém elementos de "Back in the Day", "Toop Toop", "Body Work", "Jump", "Apache", "It's like That" e "Double Dutch Bus") 8. "Heartbeat" 9. "Borderline" 10. "She's Not Me" 11. "Music" (contém elementos de "Put Your Hands Up 4 Detroit", "Last Night a DJ Saved My Life" e "Heartbeat |             |                              |                                                     |             |                 |           |
| The MDNA Tour | 2012        | MDNA                         | Ásia, Europa, América do Norte, América do Sul      | 88          | US$305.158.362  | 2.212.345 |
| Setlist de The MDNA Tour 1. "Virgin Mary" (Intro) (contém elementos de Salmo 91 e "Birjina Gaztetto Bat Zegoen") 2. "Girl Gone Wild" (contém elementos de "Material Girl", "Give It 2 Me" e "Girl Gone Wild" (Offer Nissim Remix)) 3. "Revolver" 4. "Gang Bang" 5. "Papa Don't Preach" 6. "Hung Up" (contém elementos de "Girl Gone Wild" e "Sorry") 7. "I Don't Give A" 8. "Best Friend" (Interlúdio em Vídeo) (contém elementos de "Heartbeat") 9. "Express Yourself" (contém elementos de "Born This Way" e "She's Not Me") 10. "Give Me All Your Luvin'" (Just Blaze Remix) 11. "Radio Dial Static Medley" (Interlúdio em Vídeo) (contém elementos de "Holiday", "Into the Groove", "Lucky Star", "Like a Virgin", "4 Minutes", "Ray of Light" e"Music") 12. "Turn Up the Radio" (contém elementos de "Turn Up the Radio" (Leo Zero Remix)) 13. "Open Your Heart" (contém elementos de "Sagarra Jo") 14. "Masterpiece" 15. "Justify My Love" (Interlúdio em Vídeo) 16. "Vogue" 17. "Erotic Candy Shop" (contém elementos de "Candy Shop", "Ashamed of Myself" e "Erotica") 18. "Human Nature" 19. "Like a Virgin Waltz" (contém elementos de "Like a Virgin" e "Evgeni's Waltz") 20. "Love Spent" (contém elementos de "Love Spent" (Versão acústica) e "Evgeni's Waltz") 21. "Nobody Knows Me" (Interlúdio em Vídeo) 22. "I'm Addicted" 23. "I'm a Sinner" (contém elementos de "Cyber-Raga") 24. "Like a Prayer" (contém elementos de "De Treville-n Azken Hitzak") 25. "Celebration" (Benny Benassi Remix) (contém elementos de "Girl Gone Wild" e "Give It 2 Me") |             |                              |                                                     |             |                 |           |
| Rebel Heart Tour | 2015 – 2016 | Rebel Heart                  | América do Norte Europa, Ásia, Oceania              | 82          | US$169.804.336  | 1.045.479 |
| Setlist de Rebel Heart Tour 1. "Introdução em Vídeo" (contém elementos de "Iconic") 2. "Iconic" 3. "Bitch I'm Madonna" 4. "Burning Up" 5. "Holy Water" (contém elementos de "Vogue") 6. "Devil Pray" 7. "Messiah" (Interlúdio em vídeo) 8. "Body Shop" 9. "True Blue" 10. "Deeper and Deeper" 11. "HeartBreakCity" (contém elementos de "Love Don't Live Here Anymore") 12. "Like a Virgin" (contém elementos de "Heartbeat" e "Erotica") 13. "S.E.X." (Interlúdio em vídeo) (contém elementos de "Justify My Love") 14. "Living for Love" 15. "La Isla Bonita" 16. "Dress You Up"/"Into the Groove"/"Lucky Star"/"Dress You Up" 17. "Who's That Girl" 18. "Rebel Heart" 19. "Illuminati" (Interlúdio em vídeo) 20. "Music" (contém elementos de "Give It 2 Me") 21. "Candy Shop" 22. "Material Girl" 23. "La Vie en rose" 24. "Unapologetic Bitch" 25. "Holiday" (contém elementos de "Take Me to the Mardi Gras") |             |                              |                                                     |             |                 |           |
| Madame X Tour | 2019 - 2020 | Madame X                     | América do Norte Europa                             | 75          | US$51.361.008   | 179.289   |
| Setlist da Madame X Tour 1. "God Control" 2. "Dark Ballet" 3. "Human Nature" 4. "Express Yourself" (acapella) 5. "Madame X Manifesto" (Interlúdio em vídeo) 6. "Vogue" 7. "I Don't Search I Find" 8. "Papa Don't Preach"/"American Life" 9. "Fado Pechincha" (com Gastper Varela) 10. "Killers Who Are Partying" 11. "Crazy" 12. "Welcome to My Fado Club"/"La Isla Bonita" 13. "Sodade" 14. "Medellín" 15. "Extreme Occident" 16. "Rescue Me" (interlúdio em video) 17. "Come Alive" 18. "Future" 19. "Crave" 20. "Like a Prayer" Bis 1. "I Rise" |             |                              |                                                     |             |                 |           |
| The Celebration Tour: Four Decades | 2023 - 2024 | Nenhum                       | América do Norte, América do Sul e Europa           | 81          | US$ 225.580.345 | 2.727.658 |
| Setlist da The Celebration Tour: Four Decades 1. Ato I 2. "It's a Celebration" (introdução de Bob the Drag Queen; contém elementos de "Lucky Star", "Material Girl", "Vogue", "Express Yourself" e "Bitch I'm Madonna") 3. "Nothing Really Matters" 4. "Everybody" (contém elementos de "Where's The Party) 5. "Express Yourself" (acapella) 6. "Madame X Manifesto" (Interlúdio em vídeo) 7. "Vogue" 8. "I Don't Search I Find" 9. "Papa Don't Preach"/"American Life" 10. "Fado Pechincha" (com Gastper Varela) 11. "Killers Who Are Partying" 12. "Crazy" 13. "Welcome to My Fado Club"/"La Isla Bonita" 14. "Sodade" 15. "Medellín" 16. "Extreme Occident" 17. "Rescue Me" (interlúdio em video) 18. "Come Alive" 19. "Future" 20. "Crave" 21. "Like a Prayer" |             |                              |                                                     |             |                 |           |